# Vimont (Calvados)
Pour les articles homonymes, voir Vimont.
Vimont est une commune française du département du Calvados et de la région Normandie, peuplée de 884 habitants.

## Géographie

### Situation
Aux abords du pays d'Auge, en plaine de Caen, son relief est adapté aux cultures céréalières.
La majeure partie du territoire de Vimont est couverte par le marais dit des Terriers (classé Zone naturelle d'intérêt écologique, faunistique et floristique), traversé par un réseau de canaux creusés entre le XVIIe et XVIIIe siècles dont le « Grand canal Oursin ». Des gabions servent à la chasse aux migrateurs.

### Communes limitrophes
| Banneville-la-Campagne | Saint-Pair          | Janville |
| Émiéville Frénouville  | Vimont              | Argences |
| Bellengreville         | Moult-Chicheboville |          |

### Voies de communication et transport
La commune est traversée par la RD 613 (ex-RN 13) reliant Caen et Paris.

#### Contournement de Bellengreville-Vimont
La déviation de Bellengreville-Vimont est un chantier d'importance qui se déroulera en trois phases et se terminera en 2024. Il est cofinancé par l'État, la région Normandie et le département du Calvados qui en est le maître d'ouvrage.

### Hydrographie
La commune est située dans le bassin Seine-Normandie. Elle est drainée par le canal Oursin, le Semillon, le Cours, le ruisseau du Pont Bale, la Morte Eau, un bras de la Petite Rivière, le fossé 01 de la commune de Frenouville, le Cours Sémillon, le fossé 01 du Marais de Saint Pair et divers autres petits cours d'eau,.
Le canal Oursin, un canal, chenal et un cours d'eau naturel non navigable d'une longueur de 17 km, prend sa source dans la commune d'Émiéville et se jette  dans le Grand Canal à Brucourt, après avoir traversé sept communes. 

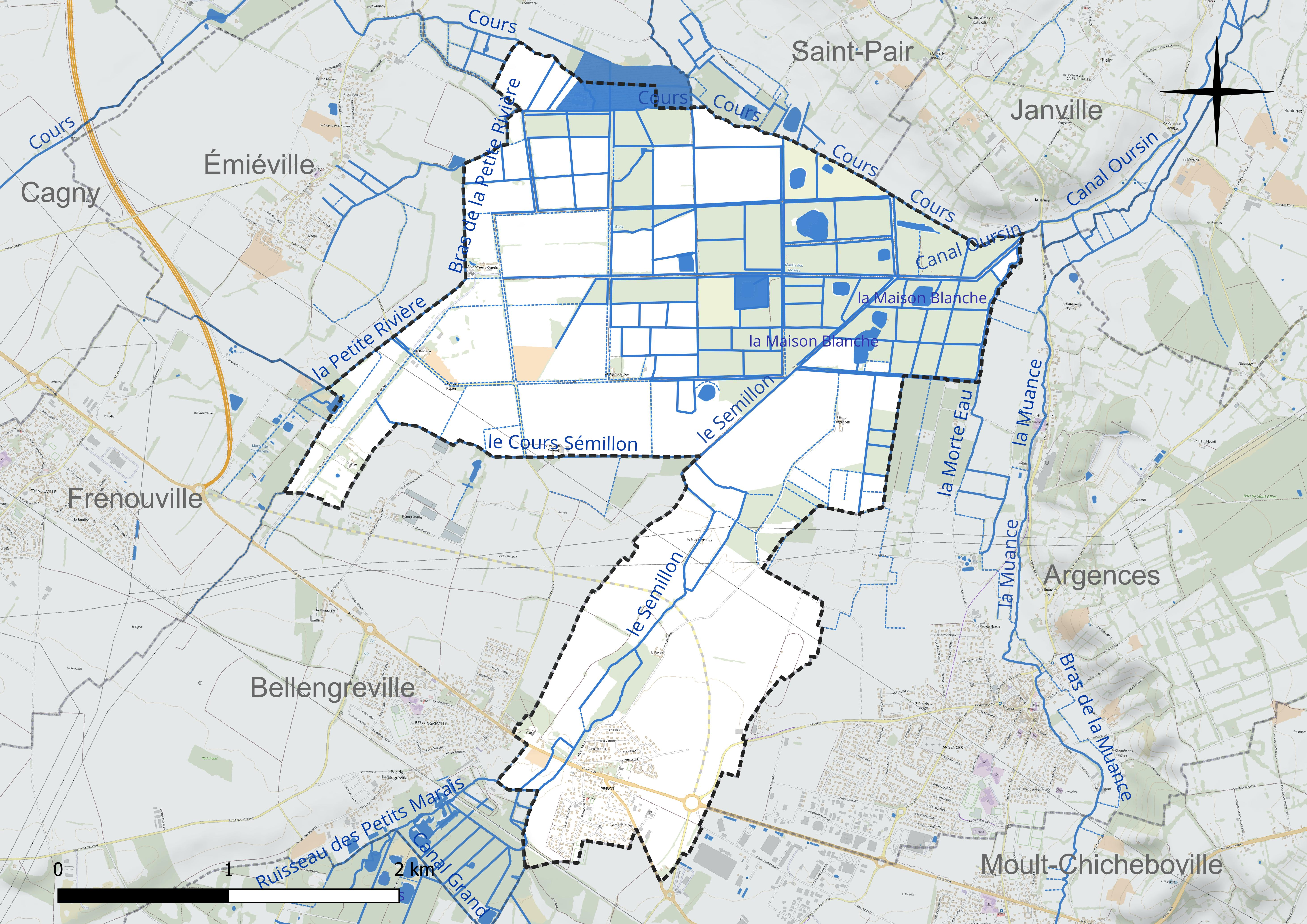
Réseau hydrographique de Vimont.

Un plan d'eau complète le réseau hydrographique : la Maison Blanche (1,3 ha),.

### Climat
Pour des articles plus généraux, voir Climat de la Normandie et Climat du Calvados.
En 2010, le climat de la commune est de type climat océanique altéré, selon une étude du CNRS s'appuyant sur une série de données couvrant la période 1971-2000. En 2020, Météo-France publie une typologie des climats de la France métropolitaine dans laquelle la commune est exposée à un climat océanique et est dans la région climatique  Normandie (Cotentin, Orne), caractérisée par une pluviométrie relativement élevée (850 mm/a) et un été frais (15,5 °C) et venté. Parallèlement le GIEC normand, un groupe régional d'experts sur le climat, différencie quant à lui, dans une étude de 2020, trois grands types de climats pour la région Normandie, nuancés à une échelle plus fine par les facteurs géographiques locaux. La commune est, selon ce zonage, exposée à un « climat des plateaux abrités », correspondant à la plaine agricole de Caen à Falaise, sous le vent des collines de Normandie et proche de la mer, se caractérisant par une pluviométrie et des contraintes thermiques modérées.
Pour la période 1971-2000, la température annuelle moyenne est de 10,6 °C, avec  une amplitude thermique annuelle de 12,1 °C. Le cumul annuel moyen de précipitations est de 688 mm, avec 11,6 jours de précipitations en janvier et 7,3 jours en juillet. Pour la période 1991-2020, la température moyenne annuelle observée sur la station météorologique la plus proche, située sur la commune d'Argences à 2 km à vol d'oiseau, est de 11,6 °C et le cumul annuel moyen de précipitations est de 742,9 mm,. Pour l'avenir, les paramètres climatiques de la commune estimés pour 2050 selon différents scénarios d'émission de gaz à effet de serre sont consultables sur un site dédié publié par Météo-France en novembre 2022.

## Urbanisme

### Typologie
Au 1er janvier 2024, Vimont est catégorisée petite ville, selon la nouvelle grille communale de densité à 7 niveaux définie par l'Insee en 2022.
Elle appartient à l'unité urbaine d'Argences, une agglomération intra-départementale dont elle est une commune de la banlieue,. Par ailleurs la commune fait partie de l'aire d'attraction de Caen, dont elle est une commune de la couronne,. Cette aire, qui regroupe 296 communes, est catégorisée dans les aires de 200 000 à moins de 700 000 habitants,.

### Occupation des sols
L'occupation des sols de la commune, telle qu'elle ressort de la base de données européenne d'occupation biophysique des sols Corine Land Cover (CLC), est marquée par l'importance des territoires agricoles (67,9 % en 2018), en diminution par rapport à 1990 (69,1 %). La répartition détaillée en 2018 est la suivante : 
terres arables (50,5 %), forêts (20,9 %), prairies (16,8 %), milieux à végétation arbustive et/ou herbacée (6,9 %), zones urbanisées (4,3 %), zones agricoles hétérogènes (0,6 %), zones industrielles ou commerciales et réseaux de communication (0,1 %). L'évolution de l'occupation des sols de la commune et de ses infrastructures peut être observée sur les différentes représentations cartographiques du territoire : la carte de Cassini (XVIIIe siècle), la carte d'état-major (1820-1866) et les cartes ou photos aériennes de l'IGN pour la période actuelle (1950 à aujourd'hui).

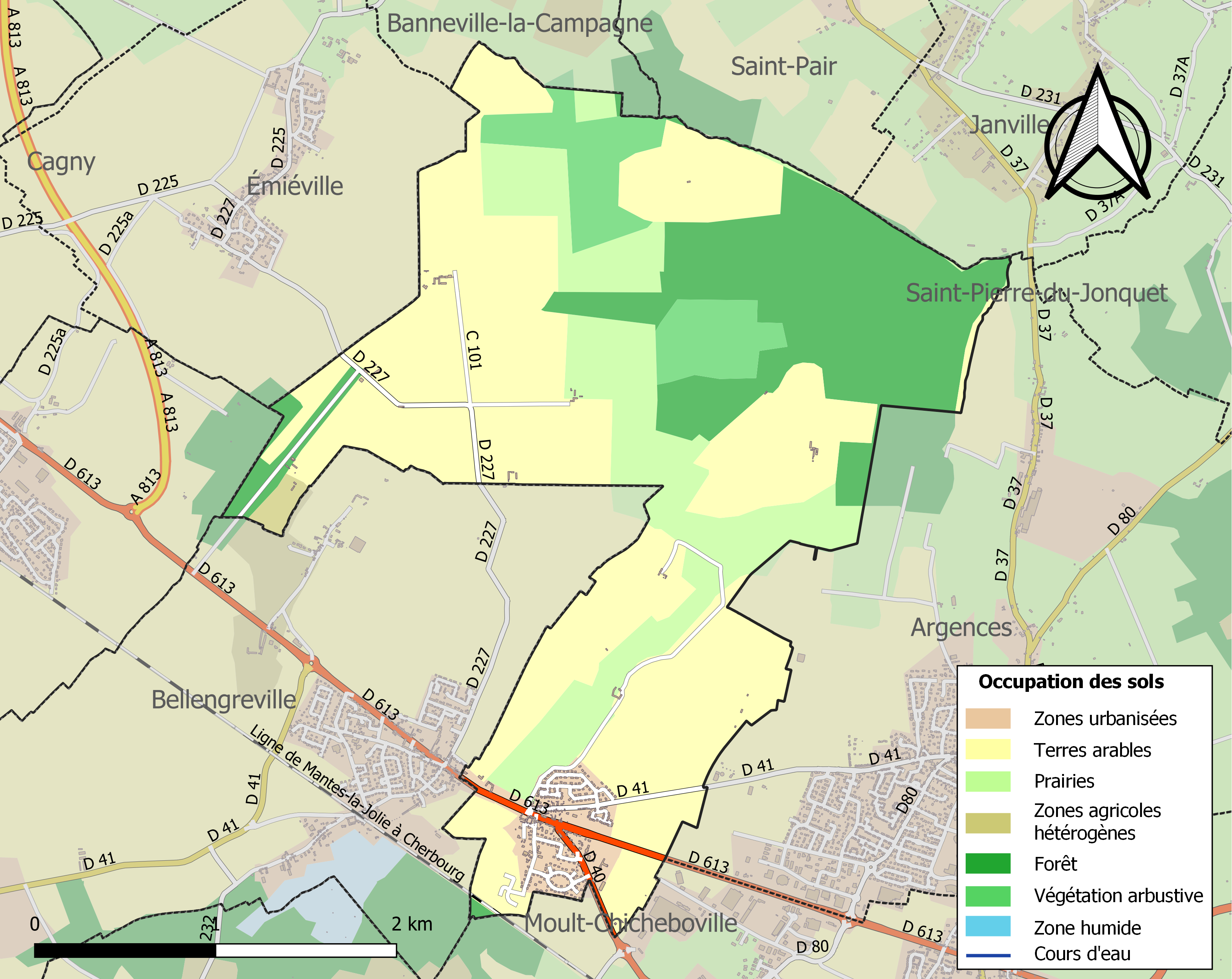
Carte des infrastructures et de l'occupation des sols de la commune en 2018 (CLC).

## Toponymie
Le nom de la localité est attesté sous les formes Wimont et Wilimundus au XIIIe siècle, Wimundus en 1269.

## Histoire
Le manque de terres agricoles et le besoin démographique ont justifié l'assèchement de Marais. Les travaux, impulsés par l'abbé de Troarn et le sieur Oursin, ont offert des pâturages aux troupeaux allant vers Paris par la voie royale avec une exploitation par cinq fermes dont celle d'Argences et la Maison blanche. Ensuite une plantation des peupliers a répondu aux besoins industriels. Vimont était sous l'Ancien Régime un relais pour les diligences sur la route Caen-Paris.
En 1826, la commune absorbe la commune voisine de Saint-Pierre-Oursin ; cette dernière avait porté, au cours de la période révolutionnaire de la Convention nationale (1792-1795), le nom de Pierre-du-Marais.

## Politique et administration
| Période                                  | Période   | Identité            | Étiquette | Qualité                 |
| ---------------------------------------- | --------- | ------------------- | --------- | ----------------------- |
| avant 1988                               | mars 1989 | Louis Beauvisage    |           |                         |
| mars 1989                                | mars 2008 | André Gallais       |           | Lieutenant-colonel      |
| mars 2008                                | mai 2020  | Monique Garnier     | SE        | Comptable retraitée     |
| mai 2020                                 | en cours  | Jean-Pierre Forgeas | SE        | Sapeur-pompier retraité |
| Les données manquantes sont à compléter. |           |                     |           |                         |

Le conseil municipal est composé de quinze membres dont le maire et de trois adjoints.

### Enseignement
L'école maternelle et primaire est assurée par le groupe scolaire de la Varde-Minici à Bellengreville (Calvados).
Le collège de secteur est le collège Jean-Castel d'Argences.

## Démographie
L'évolution du nombre d'habitants est connue à travers les recensements de la population effectués dans la commune depuis 1793. Pour les communes de moins de 10 000 habitants, une enquête de recensement portant sur toute la population est réalisée tous les cinq ans, les populations de référence des années intermédiaires étant quant à elles estimées par interpolation ou extrapolation. Pour la commune, le premier recensement exhaustif entrant dans le cadre du nouveau dispositif a été réalisé en 2004.
En 2022, la commune comptait 884 habitants, en évolution de +24,51 % par rapport à 2016 (Calvados : +1,58 %, France hors Mayotte : +2,11 %).
| 1793 | 1800 | 1806 | 1821 | 1831 | 1836 | 1841 | 1846 | 1851 |
| ---- | ---- | ---- | ---- | ---- | ---- | ---- | ---- | ---- |
| 117  | 135  | 138  | 161  | 212  | 212  | 230  | 241  | 264  |

| 1856 | 1861 | 1866 | 1872 | 1876 | 1881 | 1886 | 1891 | 1896 |
| ---- | ---- | ---- | ---- | ---- | ---- | ---- | ---- | ---- |
| 233  | 249  | 194  | 165  | 166  | 173  | 166  | 168  | 172  |

| 1901 | 1906 | 1911 | 1921 | 1926 | 1931 | 1936 | 1946 | 1954 |
| ---- | ---- | ---- | ---- | ---- | ---- | ---- | ---- | ---- |
| 145  | 146  | 146  | 179  | 170  | 172  | 167  | 133  | 160  |

| 1962 | 1968 | 1975 | 1982 | 1990 | 1999 | 2004 | 2006 | 2009 |
| ---- | ---- | ---- | ---- | ---- | ---- | ---- | ---- | ---- |
| 190  | 218  | 276  | 413  | 470  | 483  | 532  | 520  | 704  |

| 2014 | 2019 | 2022 | - | - | - | - | - | - |
| ---- | ---- | ---- | - | - | - | - | - | - |
| 724  | 817  | 884  | - | - | - | - | - | - |

### Associations
- Détente et créer[36].
- Association musculation tennis création[37].
- Association des parents d'élèves Bellengreville-Vimont (APEBV)[38].
- Association loisirs et fêtes de Vimont[39].

## Culture locale et patrimoine

### Lieux et monuments
- Château de Vimont du XVIIIe siècle qui fait l'objet d'une inscription au titre des monuments historiques depuis le 29 décembre 1978[40].
- Château de Saint-Pierre-Oursin aujourd'hui transformé en maison de convalescence.
- Colonne commémorative de la bataille de Val-ès-Dunes (d) érigée par Arcisse de Caumont en souvenir de la bataille de Val-ès-Dunes livrée en 1047 par le duc Guillaume le Conquérant[41].
- Buste de Camille Blaisot, réalisé par Serge Zélikson, situé à l'intersection de la route de Paris (RD 613) et de la RD 40. Un exemplaire identique se trouve dans le square Camille-Blaisot à Caen.

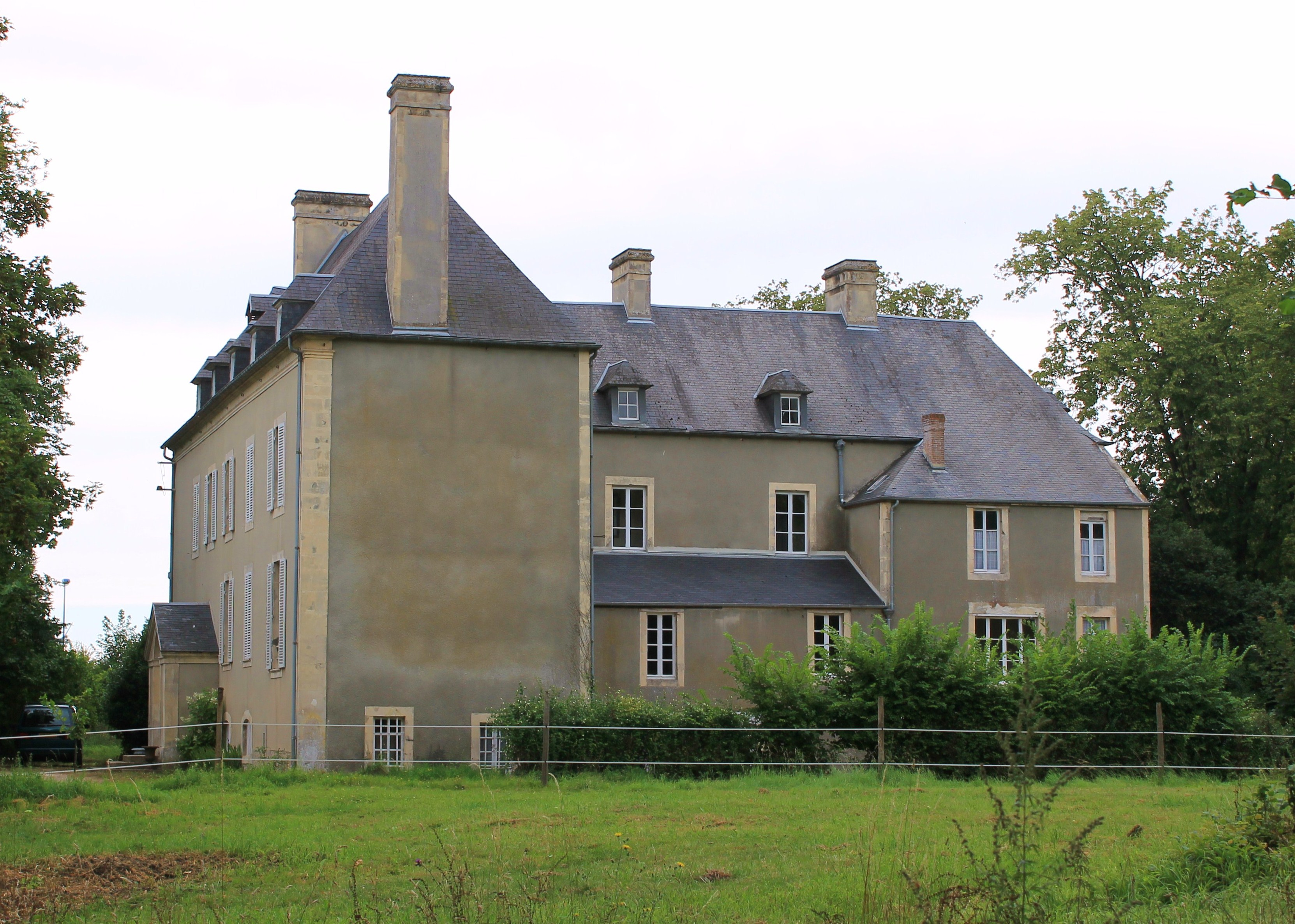
Château de Vimont.
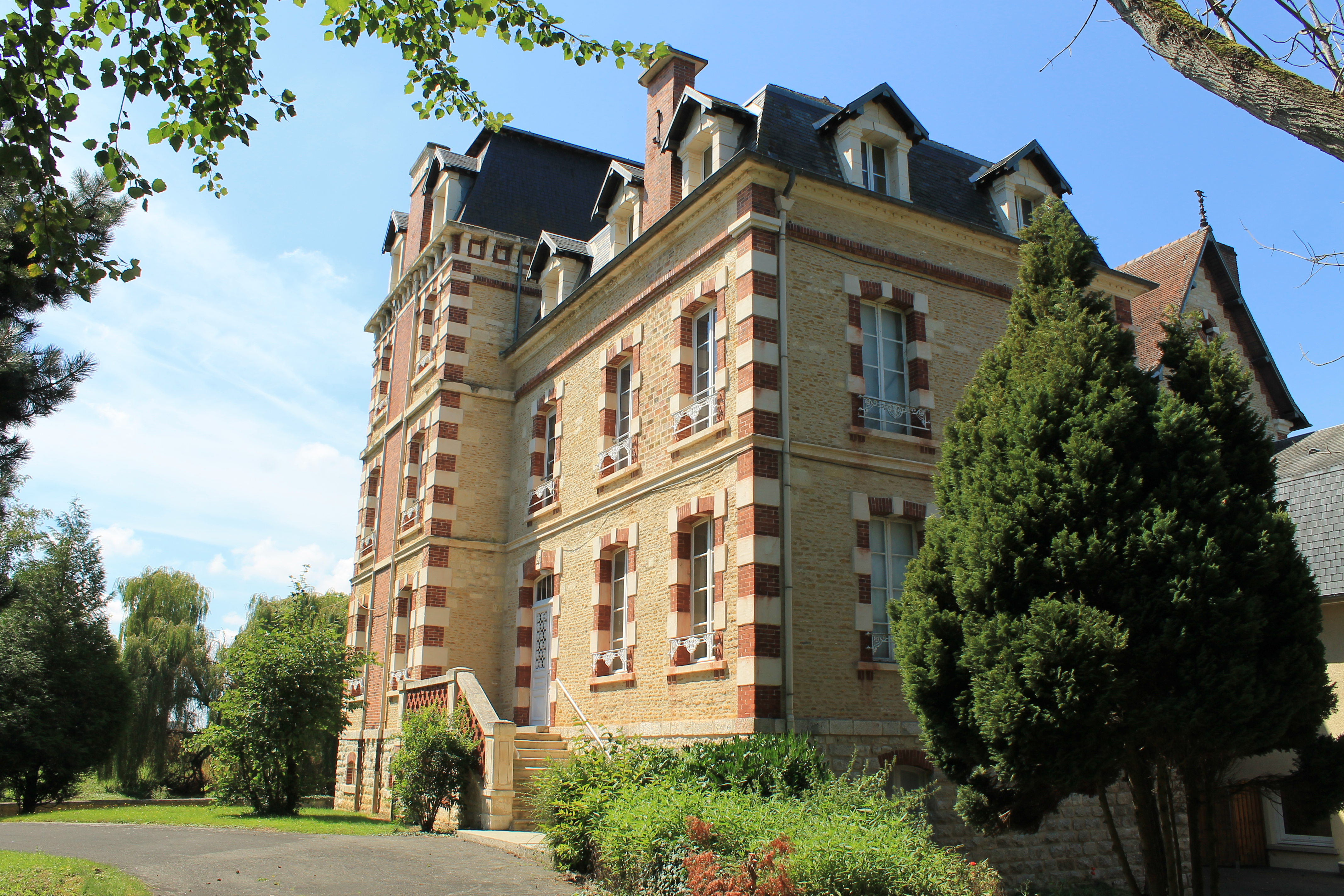
Château de Saint-Pierre-Oursin.
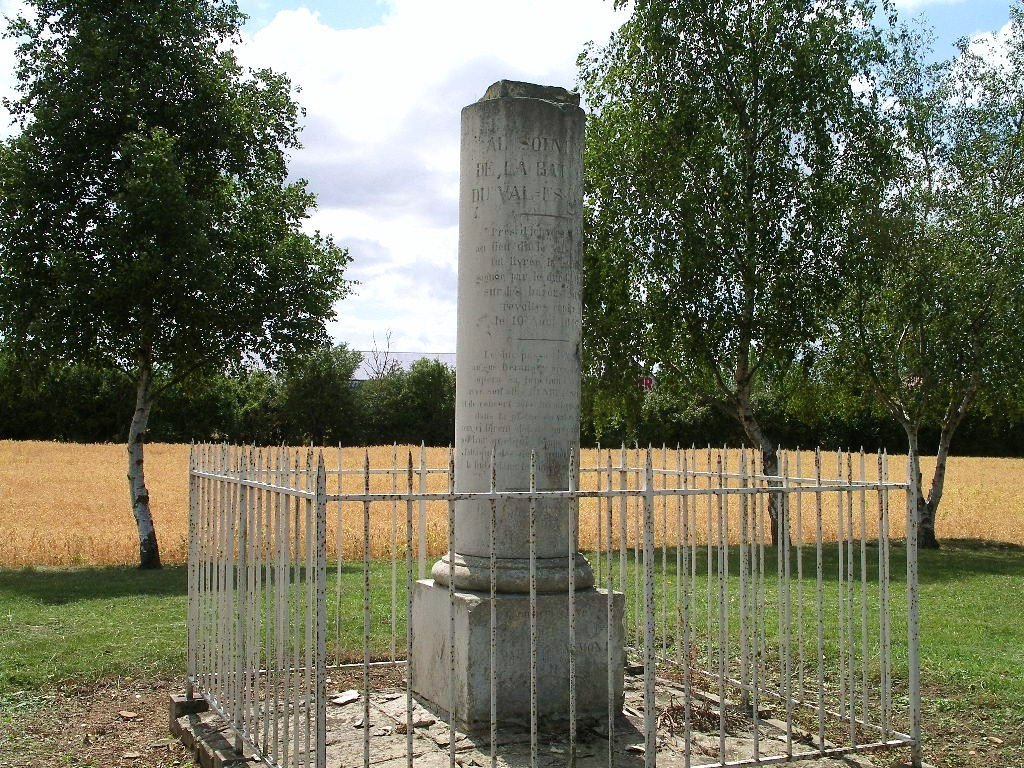
Colonne en souvenir de la bataille du Val-ès-Dunes.

### Héraldique
| Blason de Vimont | Blason  | D'or à la jumelle ondée d'azur en pal, à la burelle de sinople brochante et accompagnée de deux épées de gueules, une en chef senestre, l'autre en pointe dextre, au chef de gueules chargé de deux léopards d'or, armés et lampassés d'azur. |
| Blason de Vimont | Détails | Les deux léopards d'or des armoiries de Vimont rappellent les armoiries de la Normandie. |